# 애물방개
애물방개는 물방개과에 속하는 물방개로  물방개와 비슷하지만 물방개보다 크기가 작다. 비슷한 종으로는 동쪽애물방개가 있다.
서식지는 매우 드물다. DMZ(민통선지역)에만 분포하는 '매우 귀한 희귀종'이나, 멸종위기종은 아니다.
멸종위기종보다도 더 귀하며, 애기물방개와 비슷하다고 생각하는 사람들이 있는데 이는 이름이 비슷할 뿐, 외형은 전혀 관련이 없다. 애기물방개는 몸길이 10mm이고 그 이외 색상, 유충, 산란과정 등의 차이점이 있다.